# Гжегож Лапановський
Гжегож Лапановський (пол. Grzegorz Łapanowski; нар. 21 жовтня 1983 Зелена Гура) — польський кухар, кулінарний журналіст, телеведучий і підприємець.

## Біографія

### Ранні роки
Закінчив політологію, соціологію та безпеку харчових продуктів.
У віці 19 років був працевлаштований помічником кухаря в піцерії. Навчався та займався кулінарним мистецтвом у кулінарній академії Курта Шеллера. Працював з Войцехом Модестом Амаро та Робертом Совою.

### Кар'єра
Протягом багатьох років з'являвся шеф-кухарем на телебаченні в програмі «Добрий день TVN», зараз готує в програмі сніданку TVP2 «Питання на сніданок». Також регулярно виступав у програмах Польського радіо. На каналі КухняTV веде свою оригінальну програму «Л'апетит» (пол. Ł'apetyt), а також 5-е видання семінару «Майстерня смаку Кухні+».
У 2011 році опублікував свою першу книгу «Гжегож Лапановський смакує». У наступні роки був співавтором книг: «Дві риби — камбала та тріска» (2013 р., разом із Рішардом Пілецьким), «Готуй як шеф-повар. 100 головних рецептів» (2014 р.), «Найкращі рецепти для всієї родини. Школа на виделці» (2014, з Маєю Собчак), «Вибрана риба» (2015, книга, видана у співпраці з Фондом WWF Poland), «Формула на смак» (2017), "Трави на тарілці (2018, з Дарією Ладохою, Анджеєм Полянем та Ларою Гесслер).
Є засновником, автором ідей і президентом фонду «Школа на виделці», який працює над покращенням якості харчування дітей у школах та дитячих садках, а також організовує навчально-кулінарні майстер-класи та програми для дітей, батьків, вчителів та працівників їдалень. Фонд працює з 2012 року.
Був ведучим, а потім присяжним у польській версії програми Top Chef (2013—2016). Крім того, брав участь у програмі «Танці з зірками» (2015).
Є власником і засновником багатофункціональної кулінарної студії «Food Lab Studio», яка була відкрита в 2015 році. У 2017 році створив «Варшавський кулінарний фестиваль», який спільно організовує з Палацом Віланів та Ринком Дизайну.

### Приватне життя
Народився в Зеленій Гурі. Син Мечислава і Беати Лапановських. У нього є сестра Уршуля.
25 серпня 2017 року одружився з Магдаленою Свенцяшек, яка також працює в галузі громадського харчування. Весілля відбулося в Олтажеві під Варшавою. У березні 2019 року оголосив, що очікує народження дочки.

## ТВ-шоу
- 2008—2013: «Добрий день TVN» — шеф-кухар та кулінарний експерт[19]
- 2009—2010: «Л'апетит» (Кухня TV) — ведучий[20]
- 2012: «Майстерня смаку Кухні+» (Кухня+) — ведучий 5-го видання[21]
- 2013—2016, з 2018: «Top Chef» (Polsat) — ведучий від 1-го видання та присяжний від 3-го до 6-го видання
- з 2014 року: «Питання на сніданок» (TVP2) — шеф-кухар та кулінарний експерт[22]
- 2015: «Танці з зірками» (Polsat) — учасник 3-го видання в парі разом з Валерією Журавлевою посіли сьоме місце

## Публікації
- 19 жовтня 2011: «Григорій Лапановський смакує» (видавництво G+J Publishing, ISBN 9788377780404)
- 2013: «Дві риби — камбала та тріска», співавтор: Рішард Пілецький[23]
- 10 вересня 2014 року: «Готуй як шеф-кухар. 100 основних правил», колективне видання (Відкрите видавництво, ISBN 9788375153156)
- 19 листопада 2014 року: «Найкращі рецепти для всієї родини. Школа на виделці», співавтор Майя Собчак (видавець Publicat, ISBN 9788324520763)
- 2015 рік: «Вибрані риби» (видавець: Фонд WWF Polska & Fundacja Szkoła na Widelcu, ISBN 9788360757468)
- 10 квітня 2017 року: «Формула аромату» (видавництво Full Meal, ISBN 9788393978298)
- 4 квітня 2018 року: «Трави на тарілці», співавтори: Анджей Полан, Дарія Ладоха та інші (видавництво Edipresse Książki, ISBN 9788381173223)